# یگان حفاظت محیط زیست
یگان حفاظت محیط زیست یکی از زیر مجموعه‌های پلیس پیشگیری فراجا است که بودجه آن از سوی سازمان حفاظت محیط زیست ایران تأمین می‌شود.
هدف از تشکیل این یگان، پیشگیری و ممانعت از تخریب و آلودگی محیط زیستی، حفاظت از انواع گونه‌های گیاهی و جانوری کشور و مقابله با صید و شکار غیرمجاز و صدور مجوزهای شکار عنوان شده‌است. فرماندهی یگان حفاظت از محیط زیست در حال حاضر بر عهده سرهنگ جمشید محبت خانی است.

## تاریخچه
در سال ۱۳۳۵ دستگاهی مستقل به نام کانون شکار ایران، با هدف حفظ نسل شکار و نظارت بر اجرای مقررات مربوط به آن تأسیس شد. پس از آن و در سال ۱۳۴۶ در پی تصویب قانون شکار و صید، سازمان شکاربانی و نظارت بر صید جایگزین کانون شکار شد. نهایتاً و در سال ۱۳۵۳ پس از برپایی کنفرانس جهانی محیط زیست در استکهلم و با تصویب قانون حفاظت و بهسازی محیط زیست در ۲۱ ماده، سازمان حفاظت از محیط زیست دارای اختیاراتی جدید شد. امروزه پلیس پیشگیری فراجا کلیه یگان‌های حفاظت سازمان‌ها را مدیریت و فرماندهی می‌کند و فرماندهی یگان حفاظت سازمان محیط زیست ایران نیز توسط پلیس پیشگیری منصوب می‌شود.